# João Carlos de Oliveira
 (mars 2020).
Si vous disposez d'ouvrages ou d'articles de référence ou si vous connaissez des sites web de qualité traitant du thème abordé ici, merci de compléter l'article en donnant les références utiles à sa vérifiabilité et en les liant à la section « Notes et références ».
João Carlos de Oliveira, né le 28 mai 1954 à Pindamonhangaba et décédé le 17 mai 1999 à São Paulo, était un athlète brésilien spécialiste du saut en longueur et du triple saut, discipline pour laquelle il a détenu le record du monde durant près d'une décennie.

## Carrière sportive
João Carlos de Oliveira nait à Pindamonhangaba dans une famille de neuf enfants. Pratiquant le football dans sa jeunesse, il découvre l'athlétisme en 1972 par l'intermédiaire du saut en hauteur, puis se dirige vers le triple saut sur les conseils de l'entraineur Pedro Toledo. Crédité de 15,89 m en 1973, il remporte les championnats sud-américains 1974 et 1976 avec des sauts supérieurs à 16,00 m.
Le 15 octobre 1975, à l'occasion des Jeux panaméricains de Mexico, le Brésilien établit un nouveau record du monde de la discipline avec 17,89 m, améliorant de 44 centimètres la performance du Soviétique Viktor Saneïev, détenteur de la meilleure marque mondiale depuis 1972. Ce record du monde ne sera amélioré que près de dix ans plus tard, le 16 juin 1985, par l'Américain Willie Banks.
Sélectionné dans l'équipe brésilienne pour les Jeux olympiques d'été de 1976 à Montréal, de Oliveira termine 3e du concours du triple saut, derrière Saneïev et l'Américain James Butts. Il prend également la 5e place de la finale du saut en longueur remporté par l'Américain Arnie Robinson. Dominateur durant l'année 1979, il remporte deux nouveaux titres lors des Jeux panaméricains de San Juan, réalisant notamment 17,27 m au triple saut. L'année suivante, le Brésilien décroche une nouvelle médaille de bronze olympique à l'occasion des Jeux de Moscou remportés par Jaak Uudmäe devant Saneïev.
Le 22 décembre 1981, João Carlos de Oliveira est victime d'un grave accident de la route ayant pour conséquence un traumatisme crânien et de multiples fractures ouvertes aux jambes. Après une période de coma, les médecins procèdent à l'amputation de sa jambe droite gangrénée.

## Retraite et reconversion
Après avoir récupéré de l'accident, il obtient un diplôme d'éducation physique avant d'entamer une carrière politique. Il est élu en 1986 député de l'État de São Paulo, siégeant au sein du Partido da Frente Liberal, où il défend notamment la cause des handicapés. Il est réélu en 1990.
João Carlos de Oliveira décède le 17 mai 1999 des suites d'une pneumonie, d'hépatite et de cirrhose.

## Palmarès

### Jeux olympiques
- Jeux olympiques d'été de 1976 à Montréal :
  -  Médaille de bronze au triple saut
- à Moscou :
  -  Médaille de bronze au triple saut

### Jeux panaméricains
- Jeux panaméricains de 1975 à Mexico :
  -  Médaille d'or au saut en longueur
  -  Médaille d'or au triple saut
- Jeux panaméricains de 1979 à San Juan :
  -  Médaille d'or au saut en longueur
  -  Médaille d'or au triple saut

### Championnats d'Amérique du Sud d'athlétisme
- Championnats d'Amérique du Sud d'athlétisme 1974 à Santiago du Chili :
  -  Médaille de bronze au saut en longueur
  -  Médaille d'or au triple saut
- Championnats d'Amérique du Sud d'athlétisme 1975 à Rio de Janeiro :
  -  Médaille d'or au saut en longueur
  -  Médaille d'or au triple saut
- Championnats d'Amérique du Sud d'athlétisme 1977 à Montevideo :
  -  Médaille d'or au saut en longueur
  -  Médaille d'or au triple saut

## Records
- Record du monde au triple saut avec 17,89 m le 15 octobre 1975 à Mexico (amélioration de 45 cm du précédent record détenu par Viktor Saneïev, sera battu par Willie Banks dix ans plus tard)